# JeweL (画集)
「JeweL」（ジュエル）は、氷栗優の2作目の画集である。2006年8月4日に秋田書店より初版発行されている。 

## 概要
収録内容は全て耽美的なCGとカラーインクで描かれたカラーイラスト作品で、『カンタレラ』26点原画、『クラウン』9点原画、『ゴージャスカラット』11点原画、小説挿絵16点、雜誌の表紙イラスト、画展用描き下ろしイラスト、小説の挿絵など全93点（特別描き下ろしカバーイラストを含め94点）。氷栗優が描き下ろしカバーイラストの講座も収録。
帯より「至高の輝きを放つ氷栗優の圧倒的な美の世界」と評した。

## スタッフ
- 平成18年9月5日 初版発行
- 著者：氷栗優
- 発行者：秋田貞美
- 発行所：株式会社 秋田書店
- 製作協力：いずみ聖、緒田涼歌、岡田ひとみ
- カバー&文本デザイン：多田和博、岡田ひとみ
- 印刷所：大日本印刷株式会社